# George Nader
George Nader (Pasadena, 19 ottobre 1921 – Palm Springs, 4 febbraio 2002) è stato un attore statunitense.

## Biografia
Nato a Pasadena (California), iniziò ad appassionarsi alla recitazione mentre era ancora studente. Dopo alcune interpretazioni teatrali, all'inizio degli anni cinquanta riuscì ad ottenere ruoli cinematografici minori, prima di diventare protagonista di Robot Monster (1953), pellicola di fantascienza diretta da Phil Tucker. Il film non ebbe un grande successo, tuttavia Nader ottenne un contratto con la Universal Studios, per la quale interpretò diverse pellicole successive.
Malgrado la notevole prestanza fisica, Nader non fu mai lanciato come divo dalla Universal, che contava tra le sue file già grandi nomi come Rock Hudson, Tony Curtis e Jeff Chandler, dei quali Nader fu comprimario in quasi tutti i suoi film successivi. Alla fine degli anni cinquanta tentò quindi la strada del piccolo schermo, partecipando a diverse serie televisive, alcune con programmazione piuttosto breve, come The Further Adventures of Ellery Queen e Man and the Challenge, altre decisamente più longeve come Shannon e The Loretta Young Show.
La carriera dell'attore fu compromessa negli anni cinquanta dallo scandalo che lo coinvolse a causa della sua omosessualità. Nader conviveva già da tempo con Mark Miller, che aveva lavorato per un breve tempo nel mondo del cinema, ed entrambi erano molto amici di Rock Hudson (saranno gli unici beneficiari del suo testamento). Secondo quanto riportato dall'autobiografia di Hudson (pubblicata nel 1986), scritta con i contributi di molti suoi amici e dello stesso Nader, la rivista scandalistica Confidential aveva puntato gli occhi contro Hudson (che era il divo del momento), e solo l'intervento della Universal, la casa di produzione per la quale lavoravano i due attori, fece dirottare l'attenzione su Nader: si preferi dunque sacrificare la carriera di un comprimario, piuttosto che perdere un nome ormai già affermato come quello di Hudson.
La rivelazione costrinse Nader ad abbandonare Hollywood e a cercare di ricostruire la propria carriera cinematografica in Europa. Dopo aver esordito in Inghilterra al fianco di Maggie Smith nella pellicola noir Senza domani (1958), l'attore conobbe successivamente un nuovo periodo di successo in Germania, dove interpretò il personaggio dell'agente segreto Jerry Cotton in una lunga serie di otto pellicole, oggi ancora molto popolari nelle televisioni tedesche.
La sua ultima interpretazione fu nella pellicola fantastica Beyond Atlantis (1973), girata interamente nelle Filippine. Dopo aver partecipato come ospite d'onore a numerosi spettacoli televisivi, un incidente automobilistico gli causò una grave menomazione ad un occhio, che da allora gli impedì di sostenere la luce dei riflettori e che lo costrinse a ritirarsi definitivamente dalle scene sia cinematografiche che televisive. Nel 1978 esordì come scrittore di fantascienza con il romanzo Chrome, in cui si tratta esplicitamente di una relazione omosessuale. Secondo alcune fonti, avrebbe scritto un secondo romanzo dal titolo The Perils of Paul, che aveva per argomento il mondo omosessuale di Hollywood, opera che tuttavia fu mai pubblicata. 
Riguardo alla campagna denigratoria contro Nader, nonostante la veridicità della sua omosessualità, essa fu del tutto menzognera circa i rapporti con Rock Hudson, in quanto fra i due non ci fu altro che una sincera e duratura amicizia. Alla sua morte per AIDS, il celebre attore lasciò a Nader e al di lui compagno Mark Miller (ex-segretario personale di Hudson), un lauto lascito che venne successivamente contestato per vie legali da Marc Christian, ultimo compagno di Hudson e suo principale erede testamentario.

## Filmografia parziale

### Cinema
- Avamposto telegrafico (Overland Telegraph), regia di Lesley Selander (1951)
- Robot Monster, regia di Phil Tucker (1953)
- Il re d'Israele (Sins of Jezebel), regia di Reginald Le Borg (1953)
- I desperados della frontiera (Four Guns to the Border), regia di Richard Carlson (1954)
- La carovana del luna park (Carnival Story), regia di Kurt Neumann (1954)
- Lo sciopero delle mogli (The Second Greatest Sex), regia di George Marshall (1955)
- Lady Godiva (Lady Godiva of Coventry), regia di Arthur Lubin (1955)
- La rapina del secolo (Six Bridges to Cross), regia di Joseph Pevney (1955)
- Congo (Congo Crossing), regia di Joseph Pevney (1956)
- L'uomo nell'ombra (The Unguarded Moment), regia di Harry Keller (1956)
- Scialuppe a mare (Away All Boats), regia di Joseph Pevney (1956)
- Quattro ragazze in gamba (Four Girls in Town), regia di Jack Sher (1957)
- Sotto la minaccia (Man Afraid), regia di Harry Keller (1957)
- Joe Butterfly, regia di Jesse Hibbs (1957)
- Assassino sul tetto (Appointment with a Shadow ), regia di Richard Carlson (1957)
- L'animale femmina (The Female Animal), regia di Harry Keller (1958)
- Senza domani (Nowhere to Go). regia di Seth Holt (1958)
- Lo strano caso di David Gordon (Flood Tide), regia di Abner Biberman (1958)
- Il colpo segreto di d'Artagnan, regia di Siro Marcellini (1962)
- Agente spaziale K-1 (The Human Duplicators), regia di Hugo Grimaldi (1965)
- Zigzag, regia di Albert Zugsmith (1965)
- Sumuru regina di Femina (The Million Eyes of Sumuru), regia di Jesús Franco (1967)
- La morte in Jaguar rossa (Der Tod im roten Jaguar), regia di Harald Reinl (1968)
- Il più grande colpo della malavita americana (Dynamit in grüner Seide), regia di Harald Reinl (1968)
- Le false vergini (House of 1000 Dolls), regia di Jeremy Summers (1968)
- Beyond Atlantis, regia di Eddie Romero (1973)
- Ti darò un posto all'inferno, regia di Paolo Bianchini (1974)

### Televisione
- Climax! – serie TV, episodio 3x41 (1957)
- The Further Adventures of Ellery Queen – serie TV, 25 episodi (1958-1959)
- L'uomo e la sfida (The Man and the Challenge) – serie TV, 36 episodi (1959-1960)
- Alfred Hitchcock presenta (Alfred Hitchcock Presents) – serie TV, episodio 6x32 (1961)
- La legge di Burke (Burke's Law) – serie TV, episodio 2x30 (1965)
- Difesa a oltranza (Owen Marshall: Counselor at Law) – serie TV, episodio 1x15 (1972)
- F.B.I. (The F.B.I.) – serie TV, episodio 8x08 (1972)

## Doppiatori italiani
- Gualtiero De Angelis in I desperados della frontiera, Lo sciopero delle mogli, Congo, L'uomo nell'ombra, La rapina del secolo, Scialuppe a mare
- Nando Gazzolo in Sotto la minaccia, Joe Butterfly
- Emilio Cigoli in Lady Godiva